# Dzwonnica w Wieliczce
Dzwonnica w Wieliczce – dzwonnica znajdująca się w Wieliczce, w województwie małopolskim, w powiecie wielickim, w gminie Wieliczka. Obiekt został wpisany do rejestru zabytków nieruchomych województwa małopolskiego. Dzwonnica znajduje się na Placu Świętego Krzyża obok Kościoła św. Klemensa. 

## Historia
Ufundowana została przez Jana III Sobieskiego po pogromie nad Turkami w XVII wieku. Dzwonnica została zaprojektowana przez włoskiego architekta Marcina Pellegriniego. Jej budowę ukończono w 1699 roku.